# ラストシーン (映画)
『ラストシーン』 (LAST SCENE) は、2002年公開の日本映画。監督は中田秀夫。主演は西島秀俊。

## 概要
日活撮影所出身の最終世代に当たる中田秀夫監督が、映画斜陽期の1965年とそれから35年後の映画撮影所を舞台として、映画を愛する人々や映画に携わる人々の絆を描いた人間ドラマである。
2003年にはベルリン国際映画祭パノラマ部門に出品され、中田監督は芸術選奨新人賞を受賞した。

## あらすじ
テレビの普及とともに映画界が暗い影を落とし始めていた1965年、スター俳優・三原健は長年相手役を務めてきた女優・吉野恵子の引退で若手の俳優に役を奪われる。酒に溺れ、妻に当たり散らす三原は映画業界から姿を消し、やがて忘れ去られた存在となる。時を経て、2000年。新作映画の撮影所で働く小道具係のミオは、端役の代役として撮影所に現れた往年のスター・三原健と出会う。スター時代の三原を知らないミオは次第に彼に心動かされていく。

## キャスト
1965年
- 三原健：西島秀俊
- 三原千鶴：若村麻由美
- 吉野恵子：麻生祐未
- 北川ユカ：野波麻帆
- スチールカメラマン：竹中直人（特別出演）
- 俳優部長：大杉漣
- 撮影所長：笹野高史
- 沖田：小林隆

2000年
- 三原健：ジョニー吉長
- ミオ：麻生久美子
- 医療アドバイザー：生瀬勝久
- プロデューサー：小日向文世
- 鮫島：小橋賢児
- 監督：坂田聡
- 不治の病の少女：水川あさみ
- リポーター：星野有香
- チーフ助監督・佐々木：柳ユーレイ
- 婦長：根岸季衣
- 看護師（日焼したグラビアアイドル）：宮崎景子
- 看護師：坂野友香
- 井草：清水宏
- 鮫島のマネージャー：小木茂光
- 装飾部：諏訪太朗
- 記録係：大家由祐子

## スタッフ
- 監督：中田秀夫
- 原案：一瀬隆重
- 脚本：中村義洋、鈴木謙一
- プロデューサー：マシュー・ジェイコブズ、一瀬隆重
- 撮影：前田米造
- 編集：高橋信之
- HDエンジニア　北須賀直己
- 録音：岩倉雅之
- 照明：鳥越正夫
- 美術：斎藤岩男
- 音楽：ゲイリー芦屋
- キャスティング：山口正志